# عبد الله علوي
عبد الله علوي (مواليد 5 أغسطس 1991، لاعب كرة قدم قطري يجيد اللعب في مركز الظهير الأيسر.
لعب سابقاً مع نادي قطر ونادي الريان والنادي العربي ونادي الوكرة ونادي الشمال ونادي لوسيل.

## روابط خارجية
- عبد الله علوي على موقع Soccerway.com (الإنجليزية)